# Acanthodii

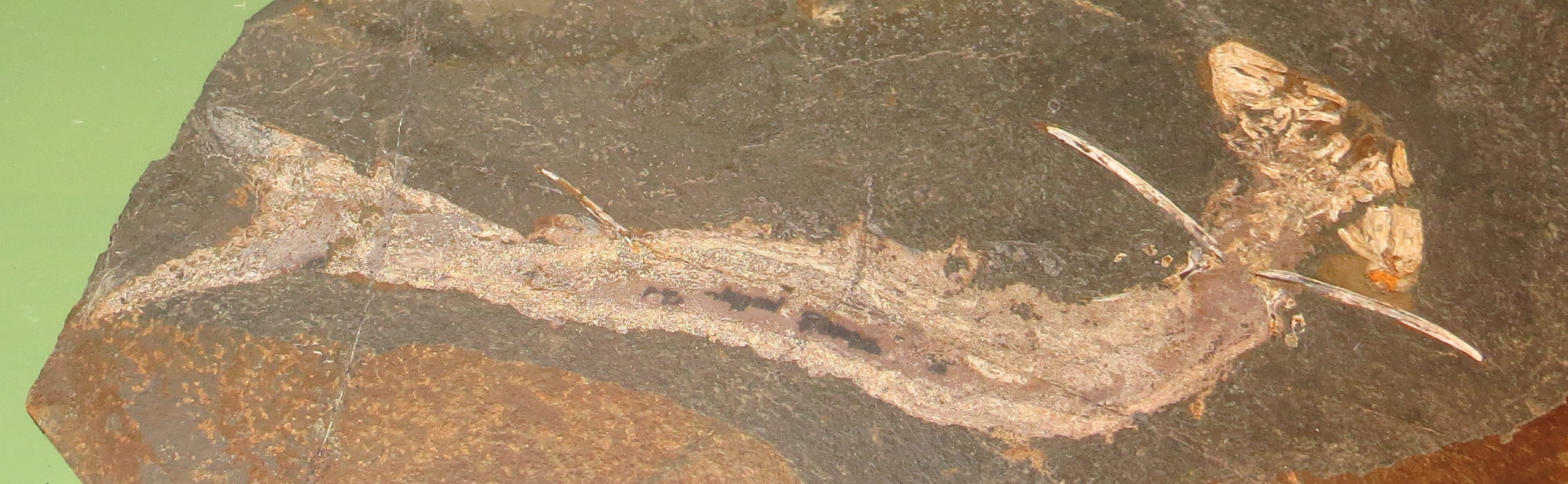
Fóssil do gênero Acanthodes

Acanthodii é uma classe de peixes extintos, com características encontradas em peixes ósseos e cartilaginosos. O grupo surgiu no Siluriano inferior (~430 milhões de anos) e desapareceu na extinção permo-triássica no fim do Permiano (~250 milhões de anos). Os Acanthodii também são chamados de tubarões espinhados.
O grupo surgiu em ambientes marinhos e depressa se espalhou a todos os meios aquáticos. No Devoniano, a maioria das espécies de acantódeos vivia em água doce.[carece de fontes?] São particularmente importantes no estudo da evolução dos vertebrados uma vez que estão incluídos no primeiro grupo a desenvolver mandíbulas móveis e funcionais.
A maioria das espécies era de pequeno a médio porte, medindo no máximo vinte centímetros, com globos oculares relativamente grandes, que demonstram que deviam viver em águas profundas, e corpo alongado. A nadadeira caudal era heterocerca e suportada, no lobo superior, pelas vértebras caudais, à semelhança dos tubarões atuais. Muitas espécies pertencentes a este grupo não possuíam dentes, o que sugere que elas eram filtradoras e se alimentavam de pequenas partículas de comida.
As escamas soltas dos Acanthodii são importantes em estratigrafia como indicativo de idade uma vez que permitem a datação relativa das várias formações geológicas.[carece de fontes?]

## Ordens
Atualmente são conhecidas nove ordens para esta classe:
- Acanthodiformes
- Archaeacanthus
- Climatiiformes
- Diplacanthiformes
- Haplacanthus
- Homacanthus
- Ischnacanthiformes
- Nodocosta
- Onchus